# Masatoshi Nakamura
Masatoshi Nakamura (中村雅俊 Nakamura Masatoshi?, n. 1 de febrero de 1951) en un actor y cantante japonés originario de Onagawa, Miyagi.

## Filmografía

### Películas
| Año  | Título                                      | Papel              |
| ---- | ------------------------------------------- | ------------------ |
| 1977 | Tora-san Plays Cupid                        | Ryōsuke Shimada    |
| 2005 | Hinokio                                     | Kaoru Iwamoto      |
| 2007 | American Pastime                            |                    |
| 2008 | Tokugawa Fūunroku Hachidai Shōgun Yoshimune | Tokugawa Yoshimune |
| 2010 | Leonie                                      | Toshu Senda        |
| 2011 | Yoake no Machi de                           |                    |
| 2012 | Emperor                                     | Fumimaro Konoe     |
| 2018 | Sakura Guardian in the North                |                    |
| 2024 | Snerting                                    | Kutaragi-san       |

### Televisión
- Oretachi no Tabi (1975)
- Oretachi no Kunshō (1976)
- Kashin (1977), Takasugi Shinsaku
- Hissatsu Watashinin (1983)
- Kasuga no Tsubone (1989), Tokugawa Hidetada
- Musashi (2003), Sanada Yukimura
- Hanbun, Aoi (2018)